# Karel Nejezchleb
Karel Nejezchleb (* 1. března 1944) je bývalý český politik, v 90. letech 20. století poslanec Poslanecké sněmovny za ODS, pak za Unii svobody.

## Biografie
V roce 1995 byl zvolen místopředsedou regionálního sdružení ODS v Jihomoravském kraji. Uvádí se tehdy jako ředitel úřadu práce z Blanska.
Ve volbách v roce 1996 byl zvolen do poslanecké sněmovny za ODS (volební obvod Jihomoravský kraj). Ve sněmovně setrval do voleb v roce 1998. Zasedal ve sněmovním výboru pro sociální politiku a zdravotnictví a v letech 1997-1998 i ve výboru pro vědu, vzdělání, kulturu, mládež a tělovýchovu. Do ledna 1998 byl členem poslaneckého klubu ODS, pak vstoupil do poslaneckého klubu nově vzniklé Unie svobody. V důsledku odchodu z ODS rezignoval v lednu 1998 i na post předsedy oblastní rady ODS Blansko. Zapojil se pak v tomto regionu do budování struktur Unie svobody.
V komunálních volbách roku 1994 neúspěšně kandidoval do zastupitelstva města Blansko za ODS.